# Giovanni Battista Giuseppe Biancolini
Giovanni Battista Giuseppe Biancolini (Verona, 1697 - 1780) fou un cronista i músic italià. Home dotat d'extraordinària activitat, sense descuidar els seus importants negocis comercials, cultivà la música i la història, especialment pel que fa a la seva ciutat natal. Escrigué una edició de la Cronica della città di verona, de Zagata (Verona, 1745-1747), que anotà i corregí; Suplemento alla Cronica di verona (Verona, 1749), De vescovi e governatori di Verona (Verona, 1757), Le chiese di verona; subvencionà la publicació de l'obra Collana degli Storici greci, en la que apareixen textos d'aquells autors, i una traducció de Polibi feta per Biancolini. Va compondre simfonies i motets força inspirats.